# Bang Bang
「Bang Bang」（バンバン）は2013年5月29日に発売された郷ひろみ98作目のシングル。

## 解説
2013年唯一のシングル。ジャケット写真の異なる初回生産限定盤と通常盤の2形態で発売。初回生産限定盤には「Bang Bang」のミュージック・ビデオ映像が収録されたDVDが付属。

## 収録曲
- 全曲　作詞・作曲：OH JOON SUNG
- 日本語詞:YOON CHOON KANG

1. Bang Bang（4分14秒）
2. WOW WOW WOW（4分08秒）
3. Bang Bang 〜Instrumental〜
4. WOW WOW WOW 〜Instrumental〜